# Friedrichsfehn
Friedrichsfehn ist mit etwa 5000 Einwohnern die zweitgrößte Ortschaft der Gemeinde Edewecht im Landkreis Ammerland in Niedersachsen.

## Lage
Friedrichsfehn liegt etwa sechs Kilometer entfernt vom Stadtrand Oldenburgs und etwa fünf Kilometer entfernt von Edewecht. Das Wahrzeichen des Ortes bildet sein Mischwald – der Wildenloh. Im Westen grenzt die Ortschaft an Kleefeld. Im Norden von Friedrichsfehn liegt das zur Gemeinde Bad Zwischenahn gehörende Petersfehn. Beide Ortschaften enthalten in ihrem Namen Hinweise auf ihre Gründer: Peter und Friedrich waren Brüder. Dadurch entstand bei der Namensgebung die Brüderstraße, die die beiden Ortschaften miteinander verbindet. Im Süden des Ortes liegt unmittelbar nördlich des Küstenkanals der Rote Steinwegsee. Westlich davon wurde die Siedlung Neu-Friedrichsfehn errichtet.

## Geschichte
Zu den in der ersten Hälfte des 19. Jhd. kolonisierten Moorgebieten zählte das westlich und südlich des Kleinen Wildenlohs gelegene Wildenlohsmoor. Startpunkt der Kolonisierung des Wildenlohsmoores war 1830 der Bau einer das Moor in direkter west-östlicher Richtung durchquerenden Straßenverbindung zwischen Oldenburg und Edewecht. Dieser Weg war bis 1840 fertiggestellt.
Bereits 1833 bat der aus Eversten stammende Wilhelm Brand um ein erstes Anbauplacken westlich des Wildenlohs und südlich der neuen Straße, das ihm auch behördlich zugeteilt wurde. 1838 verpachtete er diese Ländereien mit einer Gastwirtschaft an Bernhard Finnen. Diesen beiden Pionieren verdankt die „Kolonie hinter dem Wildenloh“ ihre Entstehung.
Ihr Interesse veranlasste die zuständige Kammer in Oldenburg, das Gebiet zwischen der Krugwirtschaft (heutiges „Landhaus“) und der damaligen Grenze zum Amt Westerstede (heutiger „Fuhrkenscher Grenzweg“) zu vermessen. 1852 wurden die ersten drei Kolonate südlich des Wegs nach Edewecht vergeben, womit die planmäßige Besiedlung begann.
Zur Vorbereitung weiterer Besiedlungen wurde 1854 ein drei Kilometer langer Entwässerungsgraben zur Vehne gegraben, der sogenannte „Friedrichsfehn-Kanal“. Bereits zwischen 1859 und 1867 konnten weitere Moorflächen in Richtung Klein Scharrel (heutige Dorfstraße) an 17 Kolonisten vergeben werden. Entsprechend hatte sich die Einwohnerschaft zwischen 1860 (15 Personen) und 1874 (130 Personen) fast verzehnfacht.
Die erfolgreichen Gründerjahre zogen Verbesserungen der dörflichen Infrastruktur nach sich. 1875 wurde eine eigene Schule errichtet. 1874 bis 1895 wurde die Straße Edewecht – Oldenburg gepflastert, was auch den Transport von Brenntorf zum Oldenburger Absatzmarkt erleichterte. In der Zeit von 1892 bis 1895(?) konnte man sogar fahrplanmäßig mit einer Pferdebahn von Friedrichsfehn-Brüderstraße nach Oldenburg (Ofener Str. / Prinzessinweg) gelangen.
1882 wurde die junge Bauerschaft um die Siedlung Mosleshöhe erweitert. 1897–1903 wurden nochmals Kolonate in „Neu Friedrichsfehn“ ausgewiesen (heute: „Roter Steinweg“). Für die Besiedlung von zwei Kolonaten am Hunte-Ems-Kanal (heute: Küstenkanal) konnten niederländische Familien angeworben werden. Durch diese Erweiterungen hat sich die Bevölkerungszahl bis 1905 auf 306 Einwohner fast verdoppelt. 1906 wurde der Artillerie-Schießplatz des Oldenburgischen Feldartillerie-Regimentes Nr. 26 nördlich der Straße nach Edewecht aufgegeben, wodurch nach Ende des Ersten Weltkrieges eine feste Straßenverbindung nach Petersfehn gebaut werden konnte. Nach Fertigstellung der heutigen Brüderstraße Anfang der 1930er Jahre wurden hier Kleinsiedlerstellen ausgewiesen.
Im Zweiten Weltkrieg galten aus der Bauerschaft 57 Soldaten als gefallen oder vermisst. Friedrichsfehn selbst blieb ohne größere Gebäudeschäden. Zusammen mit Kleefeld und Klein Scharrel wurde es am 4. Mai 1945 kampflos durch kanadische Truppen besetzt. 1945/46 erfuhr der unzerstörte Ort durch Zuzug von Flüchtlingen aus den Ostgebieten einen sprunghaften Bevölkerungszuwachs von 653 Einwohnern (1939) auf 1058 Einwohner (1961). Bedingt durch seine attraktive Lage und die Nähe zu Oldenburg begann in den 1950er und 1960er Jahren eine bis heute anhaltende Nachfrage junger Familien nach Bauland. Diesem Wunsch kam die Gemeinde Edewecht durch Ausweisung großflächiger Baugebiete (z. B. Sodenstich: 260 Bauplätze; Binsenweg: 115 Bauplätze) entgegen. Umstritten waren dagegen die exklusiven Seegrundstücke des Neubaugebietes „Roter Steinweg See“.

### Wandelnde politische Zugehörigkeiten
Bis 1875 gehörte die „Kolonie hinter dem Wildenloh“ zur Oldenburger Bauerschaft Bloherfelde II. 1875 wurde die Kolonie unter dem Namen „Friedrichsvehn“ (ab 1891: Friedrichsfehn) selbstständig und gehörte fortan zur oldenburgischen Gemeinde Eversten. 1924 wurde die Gemeinde Eversten aufgeteilt und aus dem westlich liegenden Teil einschließlich des Wildenlohs wurde die oldenburgische Gemeinde Ofen. Als diese bereits 1933 wieder aufgelöst wurde, wurde Friedrichsfehn mit Mosleshöhe der Gemeinde Edewecht zugeschlagen, was den gewachsenen Strukturen entsprach.

### Namensherkunft
Ursprünglich wurde Friedrichsfehn als „Kolonie hinter dem Wildenloh“ bezeichnet. Der heutige Dorfname wurde 1875 zu Ehren des häufigen oldenburgischen Herrschernamens Friedrich gewählt, um die Verbundenheit mit dem großherzoglichen Hause auszudrücken. In der Moorkolonie (wie auch im benachbarten Petersfehn) existierte trotz des Namensbestandteils „-fehn“ nie ein klassischer Fehnkanal. Der Begriff „Fehn“ leitet sich in diesem Fall von „Fenn, Veen“ ab, der im niederdeutschen Raum eine morastig-sumpfige Niederung oder ein Moor bezeichnet.

## Volkssagen
Der Sage nach entstand der Wald Wildenloh durch die Hand des Teufels. Als die erste Kirche in Oldenburg errichtet werden sollte, ärgerte sich der Teufel sehr und beschloss sie zu zerstören. Er riss in der Nacht ein Stück Wald aus der Umgebung in Bad Zwischenahn (aus dem hinterlassenen Loch wurde das Zwischenahner Meer) und trug ihn über das Moor, um damit die Stadt zu begraben. Unterwegs wurde er letztlich von der Morgensonne und einem Hahn überrascht. Erschrocken vom Krähen des Geflügels und geblendet vom Sonnenlicht warf er seinen schweren Wald ins Moor. Daraus entstand dann der Wildenloh.

## Kulturelles
Die „Speelkoppel Friedrichsfehn“ nutzt einmal im Jahr die Turnhalle Friedrichsfehn für drei Wochen als niederdeutsche Theaterbühne.

## Persönlichkeiten
- Horst Bösing (* 1954), deutscher Komponist und Musikproduzent, lebte 1982 bis 1983 in Friedrichsfehn
- Wilfried Grunau (* 1958), Ingenieur und Geodät, Präsident des Verbandes Deutscher Vermessungsingenieure (VDV) und des Zentralverbandes der Ingenieurvereine (ZBI), Träger des Bundesverdienstkreuzes. Lebt seit 1995 in Friedrichsfehn[5]